# Sarcolobus brachystephanus
Sarcolobus brachystephanus är en oleanderväxtart som först beskrevs av Rudolf Schlechter, och fick sitt nu gällande namn av P.I. Forster. Sarcolobus brachystephanus ingår i släktet Sarcolobus och familjen oleanderväxter. Inga underarter finns listade i Catalogue of Life.